# Jagged Alliance 3D
Jagged Alliance 3D (рус. Агония Власти 3D) — компьютерная игра, разработка которой была остановлена и отменена. «Jagged Alliance 3D» разрабатывалась компаниями Strategy First, GFI и MiST Land South.

## Концепция
Планировалось, что эта игра будет не продолжением Jagged Alliance 2, а переносом этой игры в трехмерное пространство. Движком игры должен был послужить переработанный движок Альфа: Антитеррор. Игра должна была состоять из набора миссий, как Jagged Alliance: Deadly Games, то есть не использовать стратегическую карту. Прохождение предполагалось сделать нелинейным, тактическую систему боя оставить нетронутой. Также было решено сократить число задействованных в сюжете наемников из MERC.

## Разрыв SFI и GFI
В начале сентября 2006 стало известно о том, что Strategy First отозвала права на лейбл Jagged Alliance у GFI. В свете того, что разработку проекта финансировал российский издатель, права на все игровые наработки остались у российской стороны. GFI было принятно решение выпустить игру, но под другим лейблом. Название выбиралось путём голосования посетителей Absolute Games. Несмотря на то, что варианты «ДЖАЗ: Обратный Отсчет», «ДЖАЗ: Африканский Поход», «ДЖАЗ: Работа по найму» и «ДЖАЗ: Африканский Альянс» многим показались довольно слабыми, большинство читателей проголосовало за название «ДЖАЗ: Работа по найму», которое было утверждено GFI 8 ноября 2006.